# Hangarge, Belgaum
Hangarge là một làng thuộc tehsil Belgaum, huyện Belgaum, bang Karnataka, Ấn Độ.